# 찬달라
찬달라(चांडाल, caṇḍāla)는 인도의 사성제도에서 계급 외 계급이라 일컬어지는 계층 중에서도 최하급의 계층이다. 마누 법전에 의하면 브라만 계급의 여자와 수드라 계급의 남성 사이에서 나온 자식을 찬달라라고 하며 한역으로는 전다라(旃茶羅)라고 하며, 또 다른 한자식 이름으로 엄치(嚴熾)가 있다.

## 찬달라의 이명
이명으로는 달리트(Dalit), 하리잔(Harijan)이 있다. 
달리트는 ‘억압받는 자’, ‘파괴된 자’, ‘억눌린 자’ 등을 뜻한다. 달리트라는 말이 널리 쓰이게 된 것은 1970년대에 전투적 불가촉천민 운동조직인 달리트표범당(Dalit Panthers)이 창당한 이후다. 
하리잔이라는 의미는 마하트마 간디가 만든 말로써, 힌두교의 신분 제도를 철폐하기 위해 만들어졌다고 알려져 있다. ‘하리’는 힌두교의 신 비슈누의 다른 이름으로, 하리잔은 ‘신의 자식들’이라는 뜻이다. 그러나, 하리잔이라는 용어는 마하트마 간디가 달리트들의 분리선거를 인정하지 않은데에 대한 달리트들의 불만을 잠식시키기 위해 만들었을 뿐이었다.
실제 불가촉천민 계급에 속하는 사람들은 하리잔이라는 이름보다는 그냥 ‘달리트’라는 이름으로 불리기를 더 원한다는 주장이 있다. 이외에도 신체접촉이 금지되어있다는 한자어인 '불가촉천민' 또한 한국에서 이들을 부를 때 주로 쓰이기도 한다.

## 구성 및 현 실태
인도 전체 인구의 약 16%가 이 찬달라 계급에 속하며, 공식적으로는 이들에 대한 차별이 금지되어 있으나 인도 전역에서 차별은 만연한 편이다. 힌두교 사원에 들어가는 것이 금지되어 있고, 신체접촉이 금지되어 있으며, 심지어는 찬달라가 지나간 길은 오염된 것으로 간주하는 바람에 달리트 자신이 지나간 길은 지나가면서 다시 청소를 해야 하고, 이들이 우물을 사용하면 오염된다고 하여, 마을 안의 공공우물도 사용하지 못하므로 이들만 전용으로 사용하는 우물은 각종 동물의 뼈로 그 주변을 에워싸 표시를 해 둔다. 심지어는 찬달라가 다른 카스트를 가진 사람과 신체접촉을 하게 되면 이것이 원인이 되어 돌과 몽둥이로 몰매를 맞아 죽기도 하며 특히 브라만이나 크샤트리아처럼 고급 카스트와 신체접촉이 발생할 경우 칼에 맞아 죽기도 한다. 이들은주로 시체 처리, 가죽 수리, 길거리 청소, 재래식 화장실 분뇨 처리, 소작농, 화전민, 농장 머슴, 말단 요리사로 음식 찌거기 처리 등 사회적으로나 종교적으로나 기피받는 일을 하고 있다.

## 같이 보기
- 불가촉천민
- 백정
- 부라쿠민
- 카고
- 알아크담
- 집시
- 아파르트헤이트
- 인종 차별